# Mezőszemere
Mezőszemere község Heves vármegye Füzesabonyi járásában. Mai nevét 1950-ben kapta, régi elnevezése Borsodszemere volt, mivel az 1950-es megyerendezésig Borsod vármegye Egri, majd Mezőkövesdi járásához tartozott.

## Fekvése
Magyarország északkeleti részén, Heves és Borsod-Abaúj-Zemplén vármegye határán helyezkedik el; belterületét az Rima-patak szeli ketté.
A közvetlen szomszédos települések: észak felől Mezőkövesd, délkelet felől Egerfarmos, délnyugat felől Mezőtárkány, északnyugat felől pedig Szihalom.

### Megközelítése
Főutcája a 33 102-es számú mellékút, mely Szihalom központjában ágazik ki a 3-as főútból és Mezőszemerén át Egerfarmosig vezet; ezen érhető el mindkét végponti település irányából.
Az ország távolabbi részei felől közúton a legegyszerűbben a már említett 3-as főúton közelíthető meg, Szihalomnál letérve. Közigazgatási területét átszeli az M3-as autópálya is, de annak csak egy pihenőhelye van Mezőszemere határai között, csomópontja nincsen, ezért az ide utazóknak – megközelítési iránytól függően – a füzesabonyi vagy a mezőkövesdi csomópontnál kell a sztrádáról lehajtaniuk.
Vasútvonal nem érinti, de a közvetlen közelében (~3-4 kilométeres távolságon belül) két vasúti csatlakozási lehetősége is van: észak felől, a Budapest–Sátoraljaújhely-vasútvonalon Szihalom megállóhely, a falutól délre pedig a Debrecen–Füzesabony-vasútvonal Egerfarmos megállóhelye.

## Története
Nevét első ízben 1261-ben említi az egri püspökség birtokairól szóló oklevél. Ebben IV. Béla elmondja, hogy a püspökség birtoka a béli nemesek földjétől a szemerei és farmosi nemesek területéig terjed. 1286-ban Szemerei Tamás fia Urus két ekényi örökölt szemerei birtokrészét eladja lövői Marcellus mesternek, András egri püspök tisztjének, majd 1323-ban ezen Lövei Marcellus fia Lusták az Egyházas-Szemere és Uruz között fekvő Szemere nevű birtokát az egri káptalanra hagyja. 1333-ban Szemerei Dénes a Szt. Miklós tiszteletére szentelt itteni templomot a birtokjog tisztázatlansága miatt felgyújtotta. Az ezt követő perbéli megegyezés során Szemerei Dénes egész szemerei részét átadta Luka fiának. Ugyanezen oklevél említi a Szentistván nevű falutól északra húzódó Nagyárok (magnum fossatum Árok vocatum) nevét. 1369-ben Szemerei Tamás fia Uruz két ekényi birtokrészét eladja egri káptalannak. 1435-ben a Liptai családot iktatják be Szemere birtokába, ez a család azután a XVI-XVII. században mindvégig birtokos marad a faluban, s róla nem egyszer Szemereynek nevezi magát.
Eger 1552. évi ostromával kapcsolatos harcokban a török elpusztította a falut, mely ettől kezdve hosszú ideig a puszta falvak között szerepel. 1580-ban Rudolf király a Szemere és Andornak nevű falvakat illető "latens" királyi birtokjogot Mocsáry Györgynek és Gergelynek adományozta, de a tényleges birtokosok a Liptaiak megakadályozták Mocsáryék birtokba iktatása. A birtokjogi kérdéseket az 1668. 1682. majd 1689. évi megegyezés oly módon szabályozta, hogy a kérdéses falvak fele része átadatott a Mocsáryaknak. másik fele része a Liptaiak birtokában maradt. Ténylegesen az egész XVII. században e két család bírta Szemerét. 1727-ben Liptai János a Mocsáryakkal folytatott birtokperben minden követeléséről lemondott, és pénzbeli kártérítés ellenében minden jogát átruházta Mocsáry Lászlóra. Ettől kezdve a Mocsáryak voltak a kizárólagos birtokosok. 1759-ben Mocsáry Sámuel és Pál az egész Szemere helységet 27 ezer forintért átruházták Fáy Lászlóra, így 1771-ben az úrbérrendelkezéskor br. Fáy László a 22 jobbágytelek ura. Azonban Mocsáry Pál özvegye, Szemerey Johanna perrel támadta meg a szerinte sérelmes átruházást, ennek eredményeként az özvegy még 1771-ben visszakapta a falut. 1776-ban a Mocsáryak 23 ezer forintért 32 évre br. Orecy Lőrincnek zálogosították el a falut. 1806-ban a bérletet további hat évre meghosszabbították. Végre 1814-ben visszakerült a falu a tulajdonosnak, a Mocsáry családnak kezelésébe. 1807-ben már állott az egyemeletes Mocsáry-kastély, a földszinten hét, az emeleten két szobával. A templomot Fáy László építette 1760- 1766-ban. A község pecsétje: kardot tartó, füzérre könyöklő kar. Felírás:..Szemere 1725".
Mezőszemere Kismari-fenék elnevezésű részén neolit település maradványait tárták fel a kutatók 1995 és 1997 közt.

## Közélete

### Polgármesterei
| Polgármester | Polgármester           | Polgármester |  |
| ------------ | ---------------------- | ------------ |  |
| 1990–1994    | Bukta Ferenc           | független    |  |
| 1994–1998    | Bukta Ferenc           | független    |  |
| 1998–2002    | Bíróné Bukta Krisztina | független    |  |
| 2002–2006    | Bukta Gábor            | független    |  |
| 2006–2010    | Bukta Gábor            | független    |  |
| 2010–2014    | Bukta Gábor            | független    |  |
| 2014–2019    | Bukta Mária            | független    |  |
| 2019–2024    | Jakab Gábor            | független    |  |
| 2024–        | Jakab Gábor            | független    |  |

A településen a 2002. október 20-án megtartott önkormányzati választás érdekessége volt, hogy az országos átlagot jóval meghaladó számú, összesen 7 polgármesterjelölt indult. Ilyen nagy számú jelöltre abban az évben az egész országban csak 24 település lakói szavazhattak, ennél több (8 vagy 10) aspiránsra pedig hét másik településen volt példa.
A következő, 2006-os önkormányzati választás szintén választástörténeti érdekességet szült Mezőszemerén: azon az őszön ugyanis a polgármesteri székért csak azonos családnevű személyek indultak, összesen négyen; ráadásul ugyanazzal a családnévvel további két fő elindult képviselő-jelöltként is (utóbbiak mindketten mandátumot is szereztek).

## Népesség
A település népességének változása:
| Lakosok száma | 1199 | 1173 | 1180 | 985  | 1045 | 1041 | 1035 |
|               | 2013 | 2014 | 2015 | 2021 | 2022 | 2023 | 2024 |

2001-ben a település lakosságának 94%-a magyar nemzetiségűnek, 6%-a cigány etnikumúnak vallotta magát.
A 2011-es népszámlálás során a lakosok 81,1%-a magyarnak, 0,2% bolgárnak, 9,4% cigánynak, 0,6% németnek, 0,6% románnak mondta magát (18,8% nem nyilatkozott; a kettős identitások miatt a végösszeg nagyobb lehet 100%-nál). A vallási megoszlás a következő volt: római katolikus 58,4%, református 3,4%, evangélikus 0,2%, görögkatolikus 2,7%, felekezeten kívüli 8,9% (26% nem nyilatkozott).
2022-ben a lakosság 92,4%-a vallotta magát magyarnak, 11,7% cigánynak, 0,4% ruszinnak, 0,3% ukránnak, 0,2% bolgárnak, 0,2% románnak, 0,1-0,1% lengyelnek, szlováknak és németnek, 1,4% egyéb, nem hazai nemzetiségűnek (7,3% nem nyilatkozott; a kettős identitások miatt a végösszeg nagyobb lehet 100%-nál). Vallásuk szerint 42,3% volt római katolikus, 3,5% református, 1% görög katolikus, 1% evangélikus, 0,2% ortodox, 0,7% egyéb keresztény, 0,8% egyéb katolikus, 13% felekezeten kívüli (37,5% nem válaszolt).

## Nevezetességei
- Római katolikus templom
- Mocsáry Lajos kastélya
- Singolt-ház
- Szikvízmúzeum
- Március 15-e emlékmű
- 1956-os emlékmű
- Szent Erzsébet Park

## Híres mezőszemereiek
- Bukta Imre képzőművész
- 2006 óta itt él Wahorn András képzőművész